# Drymusa spectata
Drymusa spectata is een spinnensoort uit de familie Drymusidae. De soort komt voor in Cuba.